# Padre Paraíso
Padre Paraíso est une municipalité brésilienne de l'État du Minas Gerais et la microrégion d'Araçuaí.